# Hägersten-Liljeholmens stadsdelsområde

Hägersten-Liljeholmen i Stockholm.

Hägersten-Liljeholmen var ett stadsdelsområde i Söderort i Stockholms kommun. Stadsdelsområdet omfattade stadsdelarna Aspudden, Fruängen, Gröndal, Hägersten, Hägerstensåsen, Liljeholmen, Midsommarkransen, Mälarhöjden, Västberga, och Västertorp. De informella områdena Axelsberg, Lövholmen, Marievik, Årstadal och Örnsberg ligger också här, liksom en del av Årstaberg.
Hägersten-Liljeholmen bildades den 1 januari 2007 då Hägersten och Liljeholmen slogs samman efter ett beslut i kommunfullmäktige. Det uppgick 1 juli 2020 i Hägersten-Älvsjö stadsdelsområde.
I stadsdelsområdet bor det 83 283 personer (2014).